# Giovanni Francesco Pozza
Giovanni Francesco Pozza (Verona, 6 aprile 1961 – Pisa, 31 ottobre 2011) è stato un calciatore italiano, di ruolo difensore.

## Carriera
Pozza iniziò la propria carriera da professionista nel 1978 con la maglia del ChievoVerona. Con i veneti disputò 23 partite della Serie D 1978-1979, chiudendo a metà classifica il girone B. Dopo una sola stagione si trasferì all'Avellino, con la cui maglia esordì in massima serie disputando complessivamente 3 partite.
Nelle due stagioni seguenti giocò nella Ternana in Serie C1, per un totale di 60 partite in maglia rosso-verde. Ritornò in Serie A con la maglia del Pisa; allenato da Luís Vinício, riuscì a collezionare 13 presenze nella Serie A 1982-1983.
Successivamente si legò all'Arezzo. Con i toscani disputò consecutivamente cinque stagioni di Serie B, scendendo in campo in 157 occasioni e realizzando l'unica rete della propria carriera da professionista nella Serie B 1985-1986. Giocò ancora nell'Arezzo dal 1991 al 1993 in Serie C1, per un totale di 22 presenze esclusivamente nella stagione 1991-1992. Tra il 1988 ed il 1990 militò in Serie B nella Reggina allenata da Nevio Scala squadra con la quale disputò anche uno spareggio per la promozione in Serie A.
In carriera ha totalizzato complessivamente 16 presenze in Serie A e 200 presenze ed una rete in Serie B.
Pozza è deceduto il 31 ottobre 2011 all'età di 50 anni all'ospedale di Pisa, presso il quale era ricoverato da alcuni giorni per essere sottoposto ad un trapianto di fegato.